# Ле Купе (Перуђа)
Ле Купе је насеље у Италији у округу Перуђа, региону Умбрија.
Према процени из 2011. у насељу је живело 336 становника. Насеље се налази на надморској висини од 283 м.